# Bárbara Olivieri
Bárbara Klarissa Olivieri Dávila (Katy, Estados Unidos, 24 de febrero de 2002) es una futbolista venezolana que juega como mediocampista ofensivo y delantera en el Houston Dash de la National Women's Soccer League de Estados Unidos y en la selección femenina de Venezuela.

## Trayectoria
Olivieri nació y se crio en Katy, Texas, Estados Unidos, de padres venezolanos. Asistió a la escuela secundaria Tompkins.

### Carrera universitaria
Olivieri asistió a la Universidad Texas A&M en College Station, Texas.

### Carrera profesional
Olivieri firmó con Monterrey en México a principios de febrero de 2022.

## Selección nacional
Olivieri representó a Venezuela en el Campeonato Sudamericano Sub-20 de Fútbol Femenino 2020. En la categoría absoluta, hizo su debut el 1 de diciembre de 2021, en una victoria amistosa por 2-1 sobre India.

## Clubes
| Club         | País           | Año             |
| ------------ | -------------- | --------------- |
| Monterrey    | México         | 2022 - 2023     |
| Houston Dash | Estados Unidos | 2023 - presente |